# Izabelin (powiat legionowski)
Izabelin – wieś sołecka w Polsce położona w województwie mazowieckim, w powiecie legionowskim, w gminie Nieporęt.
W latach 1975–1998 miejscowość należała administracyjnie do województwa warszawskiego.
Według stanu na dzień 29 października 2008 sołectwo posiadało 241 ha powierzchni i 231 mieszkańców.

## Historia
Kolonia Izabelin została założona 6 maja 1824 roku na podmokłych gruntach należących do dóbr Nieporęckich. Pierwszą mapą na której jest zaznaczony Izabelin jest plan osuszenia terenu nowych kolonii przygotowany przez inżyniera Królewskiego Korpusu Budowy Dróg i Mostów Ludwik Stanisława Postawka.
Wiosną 1942 roku na terenie kopalni torfu w Izabelinie zorganizowano obóz pracy w którym zgromadzono Żydów z Radzymina, Wołomina i Jadowa. 3 października 1942 r., w dniu likwidacji getta w Radzyminie, zorganizowano ucieczkę którą przeżyło około 70 osób.
W 1944 roku na terenie Izabelina toczyły się ciężkie walki pomiędzy Armią Radziecką, a wojskami niemieckimi w wyniku których poległo co najmniej 187 żołnierzy radzieckich - do 1949 roku cmentarz polowy znajdował się na terenie szkoły.